# Galerella sanguinea
La mangosta rufa o mangosta esbelta (Galerella sanguinea) es una especie de mamífero carnívoro de la familia Herpestidae.

## Distribución geográfica y hábitat

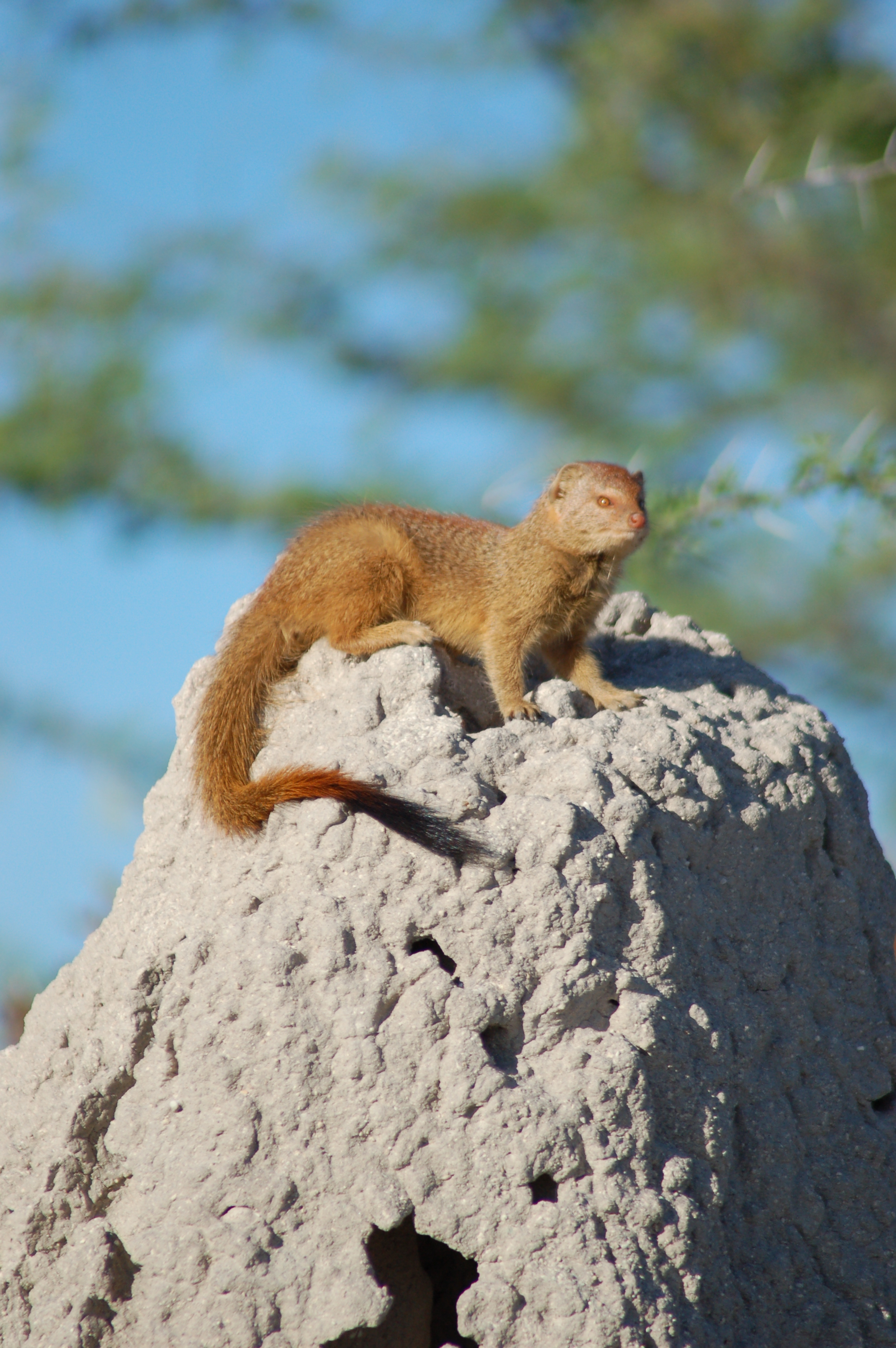
G. sanguinea en el parque nacional Etosha, Namibia.

La mangosta rufa y sus 26 subespecies reconocidas, se encuentra a través de la mayor parte de África Subsahariana. Es una especie adaptable y puede vivir en casi cualquier sitio de su rango de distribución, pero habita con mayor frecuencia en la sabana y llanuras semiáridas. Es más raro hallarlas en el bosque denso y en los desiertos.

## Descripción
Como su nombre lo indica, la mangosta esbelta tiene un cuerpo delgado de 27,5-40 cm y una cola larga de 23-33 cm. Los machos pesan 640-715 g, mientras las hembras más pequeñas pesan 460-575 g.
El color de su pelaje varía ampliamente entre las subespecies, desde un color marrón rojizo obscuro hasta rojo-naranja, gris e incluso amarillo. Esta especie de mangosta puede distinguirse de las demás, debido a la distintivo color en la punta de la cola, que puede ser rojo o negro. De acuerdo a los informes, también tiene el pelaje más sedoso entre los otros miembros africanos de la familia.

## Comportamiento
La mangosta rufa vive generalmente sola o en parejas. Tiene un comportamiento diurno, sin embargo, en ocasiones es activa en las cálidas noches de luna. No parece ser territorial, sin embargo mantiene un territorio estable que son compartidos a menudo con otros miembros de la especie o especies relacionadas. De hecho, la mangosta esbelta y las demás especies pueden guarecerse juntas, ya que la mayoría de sus parientes son nocturnas. Las madrigueras pueden encontrarse en cualquier sitio protegido de los elementos: en las grietas de las rocas, en troncos huecos, y lugares similares.

### Reproducción
El territorio de un macho incluye el rango de algunas hembras, y señales de olor avisan cuando la hembra se encuentra en celo. El periodo de gestación se calcula entre 60 y 70 días y la mayoría de los embarazos producen de uno a tres crías. El macho no contribuye al cuidado de las crías.

### Dieta
La especie es principalmente carnívora, sin embargo es un omnívoro oportunista. Los insectos constituyen la mayor parte de su dieta, pero pueden alimentarse también de lagartos, roedores, serpientes, aves, anfibios y frutas cuando existe disponibilidad. Adicionalmente, pueden comer carroña y huevos. Como lo muestra la imagen popular de las mangostas, son capaces de matar y comer serpientes venenosas, pero estos animales no constituyen una porción significativa de su dieta. La especie está más adaptada a trepar árboles que otras especies de mangosta y pueden a menudo cazar aves allí.

## Subespecies
Se reconocen las siguientes subespecies:
- Galerella sanguinea canus (Wroughton, 1907)
- Galerella sanguinea cauui (A. Smith, 1836)
- Galerella sanguinea dasilvai (Roberts, 1938)
- Galerella sanguinea dentifer (Heller, 1913)
- Galerella sanguinea fulvidior Thomas, 1904
- Galerella sanguinea galbus (Wroughton, 1909)
- Galerella sanguinea gracilis (Rüppell, 1835)
- Galerella sanguinea grantii (Gray, 1865)
- Galerella sanguinea ibeae (Wroughton, 1907)
- Galerella sanguinea ignitus (Roberts, 1913)
- Galerella sanguinea lancasteri (Roberts, 1932)
- Galerella sanguinea melanura (Martin, 1836)
- Galerella sanguinea mossambica (Matschie, 1914)
- Galerella sanguinea mustela Schwarz, 1935
- Galerella sanguinea mutgigella (Rüppell, 1835)
- Galerella sanguinea orestes (Heller, 1911)
- Galerella sanguinea parvipes (Hollister, 1916)
- Galerella sanguinea perfulvidus (Thomas, 1904)
- Galerella sanguinea phoenicurus (Thomas, 1912)
- Galerella sanguinea proteus (Thomas, 1907)
- Galerella sanguinea rendilis (Lönnberg, 1912)
- Galerella sanguinea saharae (Thomas, 1925)
- Galerella sanguinea sanguinea (Rüppell, 1835)
- Galerella sanguinea swalius (Thomas, 1926)
- Galerella sanguinea swinnyi (Roberts, 1913)
- Galerella sanguinea ugandae (Wroughton, 1909)

## Conservación
La mangosta rufa ha sido el blanco de esfuerzos de exterminio en el pasado, por el motivo de ser un vector potencial de la rabia y por el hecho que algunas veces mata aves de corral. Estos esfuerzos no han tenido un éxito importante, sin embargo algunas subespecies pueden estar amenazadas.
En general, no se encuentra en peligro inmediato de extinción y en la Lista Roja de la UICN se clasifica como especie bajo preocupación menor.